# Kvinnor i antikens Rom

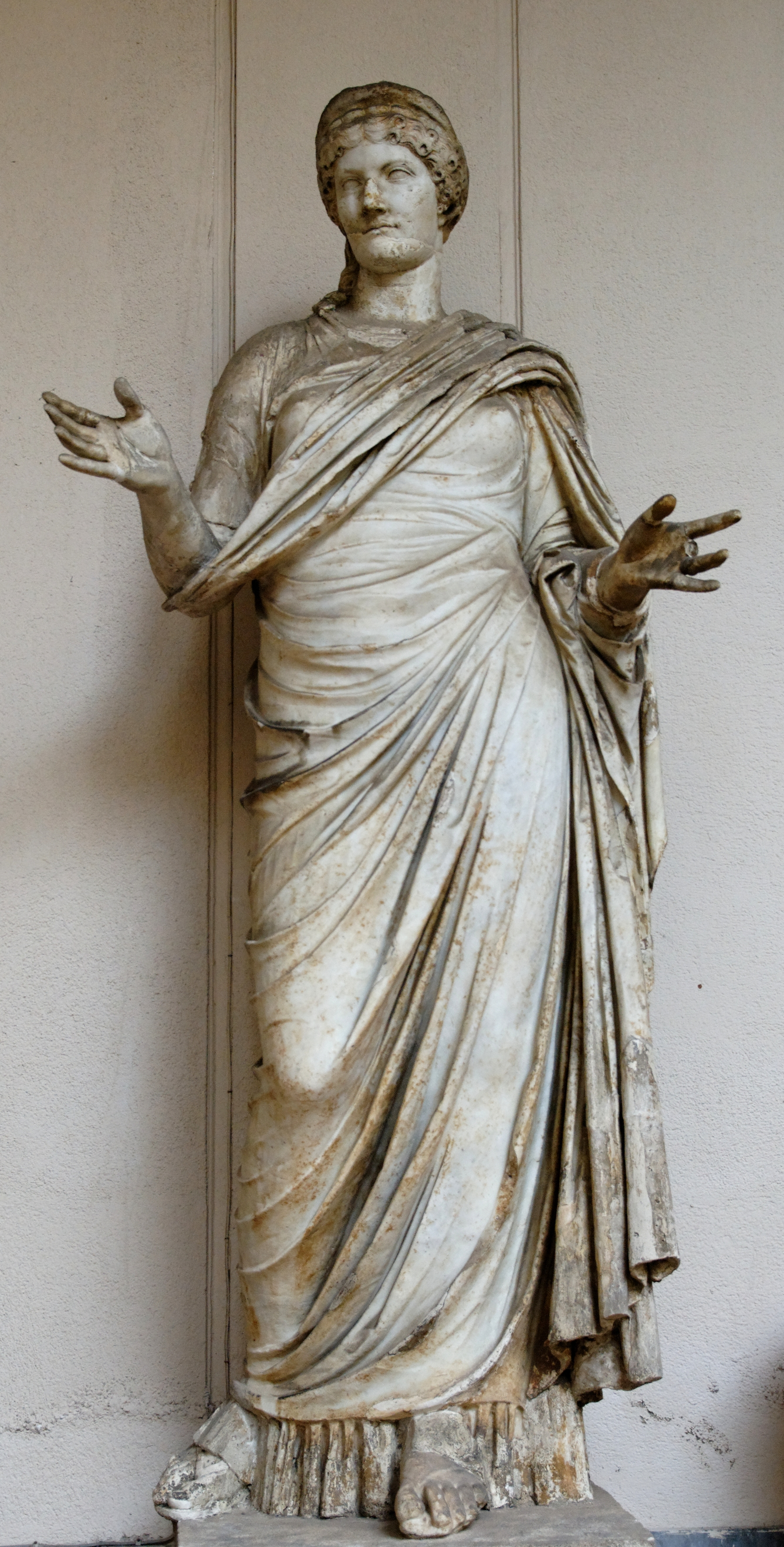
Agrippina den äldre, en av det antika Roms mest berömda kvinnor.

Ställningen för kvinnor i antikens Rom genomgick vissa förändringar under seklens lopp. Den beskrivs som strikt under den tidigaste romerska republiken, var relativt fri och jämlik under den sena republiken och det romerska kejsardömet, för att sedan återigen genomgå en förändring till det sämre efter  kristendomens införande på 300-talet. Genom romarrikets utbredning kom romersk lag att gälla över hela medelhavsområdet och en stor del av Västeuropa.

## Bakgrund
Det finns många teorier om hur den ursprungliga romerska kulturen, inberäknat kvinnans ställning, påverkades av deras föregångare etruskernas kultur. Etruskerna utgjorde ett dominerande element i Roms äldsta historia, och den romerska kungafamiljen hade etruskiskt ursprung från 616 fram till den romerska republikens grundande år 509 f.Kr., när etruskerna förjagades från Rom.
Informationen om etruskernas samhälle är knapphändig men kvinnor hade av allt att döma en hög ställning. De etruskiska stadsstaterna, som likt Rom först var kungadömen och sedan republiker, framstår som likartade Rom, där kvinnor kunde spela inflytelserika roller i politiska elitfamiljers kontaktnät.
Etrusker räknade sin härkomst från både fadern och modern, och kvinnor hade både familjenamn och ett individuellt förnamn (romerska kvinnor hade familjenamn men deras förnamn var en feminin version av faderns namn som delades med eventuella systrar), vilket tyder på att de var rättsligt oberoende, och gravskicket tyder på att de kunde vara ekonomiskt oberoende. Etruskisk konst tydliggör att kvinnor inte var segregerade utan fritt umgicks med män vid idrottstävlingar och symposier, där män låg till bords och festade tillsammans med hustrur och gäster. Detta framstod som skandalöst för grekerna, vars fester kunde urarta till sexuella orgier och som deras hustrur förbjöds delta i, och etruskiska kvinnor beskrevs därför av grekerna som sexuellt utsvävande.
Sedan den etruskiska kungafamiljen hade förvisats från Rom 509 f.Kr. och den romerska republiken hade grundats framställde romarna ofta etruskerna som sedeslösa och utsvävande. Romarna såg i stället en bättre rollmodell i den grekiska kulturen, vars kvinnosyn var betydligt strängare. I en sedelärande historia beskrevs hur romarinnan Lucretia föredrog att stanna hemma och spinna ull framför att följa etruskisk sed och delta i Roms kungliga familjs könsblandade fester. Det finns mycket lite information om kvinnans ställning i Rom under den tidiga republiken (509–367 f.Kr.), men författare under den sena republiken (133–27 f.Kr.) beskrev den ofta som betydligt mer sträng och begränsad än vad den hade blivit under deras egen samtid. Bland deras påståenden fanns att kvinnor på den tiden inte deltog i könsblandade fester; att de alltid ingick den äktenskapsform som ställde dem under makens förmynderskap; att makens förmynderskap på den tiden var mer långtgående och gav honom rätt att sälja sin hustru som slav och döda henne om hon drack vin eller begick äktenskapsbrott. Det är okänt om dessa påståenden stämmer eller om de var påhittade av senare debattörer som ville kritisera samtida romerska kvinnors frihet genom att idealisera ett avlägset förflutet. Enligt romersk religion betraktades till exempel en man som sålde sin hustru som slav med avsky och förbannades till underjordens makter av gudinnan Ceres, hustrurnas beskyddare. När Bacchus-kultens anhängare avrättades år 186 f.Kr. blev de manliga deltagarna avrättade av staten medan de kvinnliga deltagarna avrättades av sina äkta män, men det var inte de äkta männen som dömde och avrättade dem på eget initiativ, utan en domstol som dömde dem och därefter gav deras män order om att verkställa avrättningen.
Det finns tecken på att romerska kvinnor hade en sämre ställning under den äldsta republiken och att de började få uppnå en större frihet under den mellersta republiken (367–133 f.Kr.), vilket initialt möttes med motstånd. Det andra puniska kriget ledde till ett stort bortfall av män i strid, och att andra var frånvarande i åratal på grund av kriget. Detta ledde till att många kvinnor ärvde förmögenheter efter döda män och att andra mäns frånvaro gav dem stor handlingsfrihet. Det illustreras av att ett stort antal hustrur år 213 f.Kr. åtalades och dömdes till exil av tribunerna för moralbrott, rättegångar som inte skulle ha skötts av domstolarna utan av manliga familjemedlemmar, om sådana funnits. Ett annat tecken var införandet av Lex Oppia (215–195 f.Kr.) som förbjöd kvinnor att ärva en förmögenhet över en viss summa och demonstrera sin rikedom genom att färdas genom staden öppen vagn.
Det är först från den sena republiken (133–27 f.Kr.) som mer information finns om kvinnans ställning i Rom, och från den tiden, om inte förr, hade kvinnor en relativt fri och självständig position, där det var normalt för en kvinna att umgås med män utanför familjen och sköta sina egna affärer, och det är först från den tiden man kan ge en klar bild om kvinnors villkor i antikens Rom.

## Barndom och utbildning

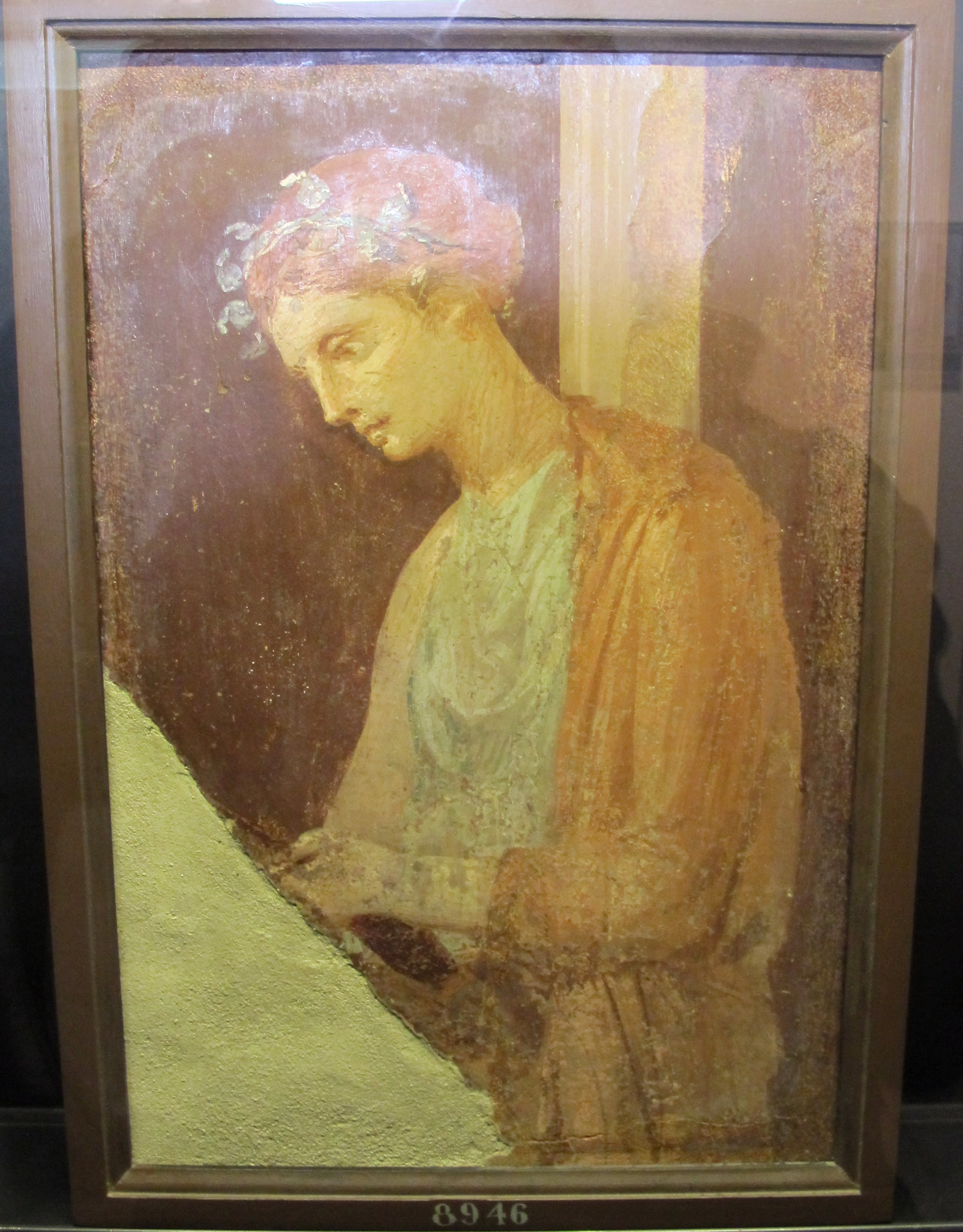
En studerande flicka.

Till skillnad från hur det var för kvinnor i det klassiska Aten, ansågs inte döttrar vara mindre värda än söner i en romersk familj. I det antika Rom, där familjepolitik och förbindelser mellan olika politiska dynastier var viktiga, hade döttrar en viktig roll att spela som kontaktlänkar mellan de politiska familjerna. Sönerna förväntades däremot upprätthålla familjens status genom att följa sin fars karriär i fotspåren.
Både döttrar och söner gick i grundskolan (Ludus) till åtminstone 11 års ålder, eller fick hemundervisning av privatlärare. Vissa familjer föredrog att ge sina döttrar hemundervisning på grund av den potentiella sexuella risken klasskamrater av motsatt kön uppfattades utgöra, men det uppfattades som normalt att flickor gick i skolan. Undervisningen var likartad för flickor och pojkar fram till tolvårsåldern och utbildningsnivån skilde sig mer utifrån samhällsklass än kön. Inom medel- och arbetarklassen blev både söner och döttrar vanligen upplärda i ett yrke.  
En välutbildad kvinna ansågs bli till nytta för en blivande make och hennes bildning sågs som en tillgång och statusmarkör, även om Juvenalis också klagar över att kvinnors allmänbildning idealiskt borde ha varit lägre än den var eftersom det var irriterande för en man att bli rättad av sin fru. Det fanns en mängd kvinnor som blev omtalade för sin bildning, som poeten Sulpicia, Julia Domna, som höll en litterär salong, och oratorn Maesia Sentia. Döttrar liksom söner undervisades i musik, retorik, filosofi, klassikerna, språk (främst latin och grekiska) och vetenskaper såsom geometri.
Från tolvårsåldern blev bildningen mer könsspecifik, och döttrar fick till skillnad från söner lära sig vikten av den dygd och sexuella moral som var idealet för en romersk hustru och sågs som garantin för stabiliteten inom familjen, som spelade en stor roll i det politiska kontaktnätet i Rom. En dotter förväntades vara oskuld vid giftermålet.
Både döttrar och söner fick tidigt börja delta i de vuxnas umgängesliv och vid offentliga religiösa högtider, för att lära sig att uppföra sig korrekt offentligt, särskilt som sällskapslivet spelade en stor roll i Roms politiska och offentliga liv.

## Rättslig ställning
Både söner och döttrar stod under förmynderskap av sin far, Pater familias, från åtminstone 450 f.Kr. till kejsar Diocletianus (284–305 e.Kr.). Denna var långtgående för både söner och döttrar och en far hade formellt rätten att både döda dem och sälja dem som slavar. Söner blev myndiga vid faderns död. En dotter blev myndig vid sin fars död såvida hon inte hade ingått en form av äktenskap som placerade henne under makens förmynderskap.

### Äktenskap

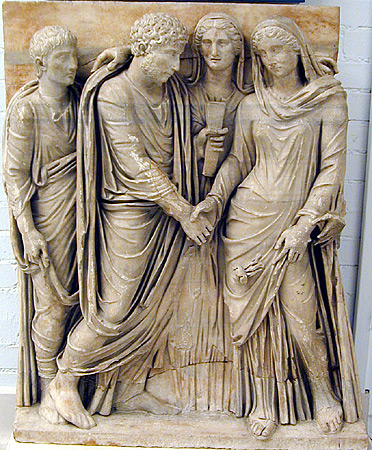
Bröllop, Matrimonium.

Äktenskap var den självklara normen. Det var ovanligt med frifödda vuxna kvinnor som aldrig varit gifta, i varje fall i de romerska överklassfamiljer där dokumentation finns kvar.
Äktenskapen var arrangerade av Pater familias för både söner och döttrar, som båda stod under sin fars förmynderskap. Den lagliga åldern för äktenskap var 12 för flickor och 14 för pojkar, men det normala var att äktenskap ingicks när kvinnan var i tjugoårsåldern och mannen i tjugofemårsåldern. Verkligt unga äktenskap tycks mest ha förekommit vid politiska äktenskap i senatsfamiljer. Däremot var det vanligt med trolovning av barn. En dotter kunde lagligt sett vägra den man fadern valt ut åt henne om hon kunde bevisa att han saknade moral. Vid giftermål behöll en kvinna sitt eget familjenamn.
En gift kvinnas rättigheter berodde på vilken form av äktenskap hon hade ingått, där hon antingen kunde hamna under sin makes förmynderskap (cum manu) eller kvarbli under sin fars förmynderskap (sine manu).

#### Sine manu
Det normala var ett sine manu-äktenskap, där kvinnan kvarblev under sin fars förmynderskap. Ett sine manu-äktenskap innebar att kvinnan eskorterades till makens bostad under högtidliga former och sedan levde tillsammans med honom. Denna form innebar att kvinnans rättsliga ställning förblev oförändrad. Hon kvarstod under sin fars förmynderskap, behöll arvsrätten efter honom och blev myndig vid hans död, utan makens rättsliga inblandning. Barnen räknades däremot som en del av faderns familj, tog hans namn, hamnade under hans förmynderskap, hade arvsrätt efter honom, och hade inga arvsanspråk på sin mor eller hennes familj.
Detta var den normala äktenskapsformen i de flesta samhällsklasser. Orsaken har debatterats, men det fanns en stark kulturell preferens för att en dotter skulle fortsätta vara lojal och till nytta för den födelsefamilj som fostrat henne, snarare än överföra sin lojalitet till sin makes familj när hon gifte sig. Hennes främsta lojalitet skulle enligt romersk sed vara hos hennes far snarare än hos hennes make, och hon förväntades visa lojalitet mot sin far och sin födelsefamilj framför sin make om konflikt uppstod. Utsikten att förlora sitt farsarv om hon hamnade under makens förmynderskap torde också ha spelat in.
Det faktum att hustrun normalt sett stod under faderns förmynderskap snarare än makens gav henne i praktiken stor frihet. Hon var den enda medlemmen i ett romerskt hushåll som inte stod under förmynderskap av hushållets Pater familias, och hade därmed en unik autonom ställning i hushållet. Eftersom hon inte levde i samma hushåll som sin laglige förmyndare, kunde hon i praktiken leva ett liv fritt från övervakning.

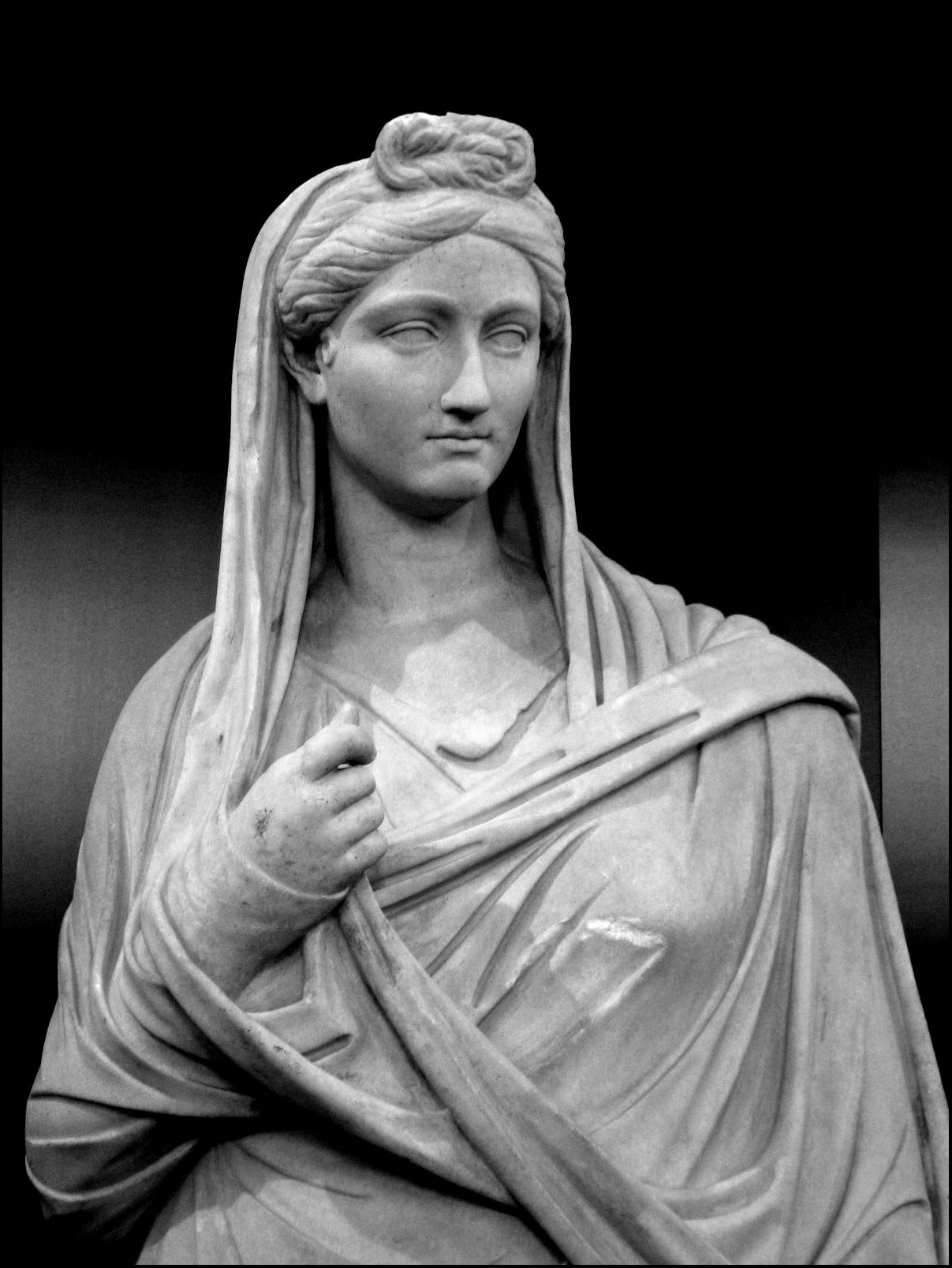
Vibia Sabina var gift med Hadrianus, men levde ett oberoende och självständigt liv. Hon accepterade att maken hade en älskare, och hade även hon utomäktenskapliga kärleksförhållanden.

#### Cum manu
En kvinna i ett cum manu-äktenskap lämnade sin fars familj och podesta, och hamnade under sin makes förmynderskap (eller sin svärfars om denne var vid liv och därmed fortfarande makens förmyndare). Hon förlorade då arvsrätten efter sin far, och ärvde istället sin make tillsammans med sina barn. En gift kvinna som stod under sin makes förmynderskap hade ingen rätt att äga eller hantera egendom, med undantag av sin hemgift. Även när maken var kvinnans förmyndare, hade han dock färre rättigheter över henne än när hennes far var i motsvarande ställning. En make hade ingen rätt att döda sin hustru eller sälja henne som slav, något han formellt sett kunde med både söner och döttrar. När en kvinna skilde sig eller blev änka blev hon automatiskt myndig.

#### Fler äktenskapstyper
Det fanns tre olika äktenskapsformer där kvinnan hamnade under makens förmyndarskap, och som alla gav kvinnan olika rättigheter gentemot maken: confarreatio, coemptio och usus.
Ett confarreatio-äktenskap var den traditionella äktenskapsformen för patricier. Vigseln förrättades av översteprästerna Flamen Dialis och Pontifex maximus i närvaro av tio vittnen och under läsande av heliga verser. Parterna måste ha föräldrar som själva vigts på detta sätt. Endast ett barn av denna äktenskapsform kunde bli vestal eller Flamen Dialis. Ursprungligen var cum manu en självklar del av denna form av äktenskap, men på grund av dess impopularitet kom makens förmynderskap att begränsas till religiösa sammanhang. Denna äktenskapsform användes från republiken slut endast av familjer med prästerliga ambitioner. Ursprungligen var skilsmässa omöjligt i denna äktenskapsform. Den blev senare tillåten, men svårare att genomföra än i andra fall.
Ett coemptio-äktenskap var en rituell försäljning av kvinnan till maken. Denna ceremoni ägde rum i närvaro av fem vuxna manliga vittnen. En kvinna som blivit cum manu genom denna äktenskapsform hade (från 100-talet) laglig rätt att tvinga maken att myndigförklara henne, och blev vid skilsmässa automatiskt myndig.
Ett usus-äktenskap var en form av samboskap. När en kvinna delat bostad med en man under äktenskapliga förhållanden under ett års tid kunde hon rättsligt betraktas som hans hustru. Om hon inte ville hamna under hans förmynderskap, undvek hon enligt lag detta genom att tillbringa tre dagar och tre nätter utanför hans hus före varje nyår. Skilsmässa gjorde henne automatiskt myndig. Denna äktenskapsform beskrivs som vanlig bland allmänheten.

#### Konkubinat
Det var socialt accepterat för en kvinna att leva i ett förhållande med en man utan att gifta sig med honom. Hon räknades då som konkubin. Det var vanligt när en fri kvinna och man inte kunde gifta sig på grund av skillnad i social status. Eventuella barn räknades i sådana fall enbart som moderns barn, och fick hennes namn. Ett exempel på detta var Caenis, som var sambo och politisk rådgivare till kejsar Vespasianus, vars slav hon varit innan han frigav henne.

#### Skilsmässa
Skilsmässa var en lätt process som kunde initieras av både kvinnor och män. Om kvinnan stod under sin fars förmynderskap kunde han som förmyndare tvinga henne att skilja sig mot hennes vilja. Skilsmässa innebar i princip endast att hustrun öppet och permanent lämnade sin makes hushåll och tog med sig sin hemgift.
Inga skäl behövde anges för en skilsmässa, men ett som ofta angavs när sådana omtalas var barnlöshet. Om en man skilde sig från en kvinna på grund av hennes otrohet förlorade hon sin hemgift. Skilsmässor uppfattades som normala och var accepterade så länge de skedde enligt konventionell praxis (mos maiorum). Det vanliga var att fadern fick vårdnad om barnen, såvida modern inte kunde bevisa att han var olämplig.
Att gifta om sig var normalt och uppmuntrades. Eftersom en frånskild kvinna oftare var myndig (antingen för att hennes far var död, eller för att hennes makes förmynderskap upphörde vid skilsmässan), hade hon ofta större frihet att själv välja vem hon skulle gifta sig med nästa gång än vad hon hade haft som ung flicka.
Efter kristendomens införande försvårades skilsmässa och avskaffades slutligen helt.

### Förmynderskap
Formell lag krävde förmyndarens tillstånd för att en kvinna skulle kunna sköta juridiska affärer som att motta ett arv, upprätta ett testamente, skriva ett kontrakt, frige en slav eller sälja egendom av större värde såsom land. Enligt praxis förväntades dock förmyndaren rutinmässigt godkänna kvinnans ansökan, och om han vägrade hade hon rätt att tvinga honom vid domstol, eller utse en annan förmyndare som var mer medgörlig. Kvinnor kunde till skillnad från i Grekland representera sig själva inför domstol. Förmynderskapet var därmed i praktiken inte ett omyndigförklarande av kvinnan, på det sätt den var i det klassiska Aten.
Förmyndarskapslagarna tycks även av män ha uppfattats mer som en tröttsam och tidsödande formalitet än som ett sätt att kontrollera kvinnor i praktiken, och normal praxis (i varje fall från den sena republiken och framåt) tycks ha varit att ignorera dem. Domstolar och dokumentation nämner många kvinnor som skötte sina affärer självständigt, så som Cornelia Africana och Terentia, och antyder aldrig att de behövde en förmyndares tillstånd för något, eller att det i så fall ska ha varit mer än en betydelselös formalitet.
Kejsar Claudius avskaffade den lag som automatiskt gjorde en kvinnas närmaste manliga släkting till hennes förmyndare. Omyndiga kvinnor fick istället automatiskt en statlig manlig förmyndare (tutor), vars uppgift var att ge henne tillstånd närhelst hon bad om det och som inte hade någon rätt att lägga sig i hennes privatliv. Förmyndarskapslagarna hade under 100-talet blivit så underminerade och verkningslösa att Gajus (jurist) konstaterade att han inte såg någon anledning till att de alls fanns till.
Det fanns möjlighet för en kvinna att bli formellt myndigförklarad (sui iuris). Kejsar Augustus införde en lag (jus liberorum) som automatiskt myndigförklarade frifödda kvinnor som fött minst tre barn, och frigivna kvinnor som fött minst fyra barn. En kvinna blev automatiskt myndig vid sin fars död, såvida hon inte hade ingått den typ av äktenskap som placerade henne under sin makes förmynderskap. En hustru som stod under sin makes förmynderskap blev automatiskt myndig som änka eller genom skilsmässa: maken kunde också myndigförklara henne.

### Sexualliv
Se även: Silfion
Både preventivmedel och abort användes allmänt. Bland preventivmedel fanns både ineffektiva metoder (som vidskepliga ritualer), riskabla metoder (som avbrutet samlag och menstruationscykelns "säkra perioder"), och effektiva metoder (som olika typer av hinder som vaxproppar och ullbollar indränkta i medicinska vätskor införda i slidan, blockeringar av olika fetter och inälvor från djur använda som kondomer). Abort framkallades antingen med hjälp av instrument eller olika mediciner. Preventivmedel och abort var så vanligt och effektivt att det påverkade folkmängden, och antas vara orsaken till att kejsar Augustus i Lex Papia Poppaea införde böter för ogifta kvinnor över tjugo och ogifta män över tjugofem, för att om möjligt öka reproduktionen. Ingen lagstiftning infördes mot preventivmedel före kristendomens införande. Kejsar Caracalla införde dödsstraff för personer som sålde abortmedel, men det handlade då mer om att abortmedlen bestod av droger snarare än för att de framkallade abort; den första lagen mot abort kom först med Septimius Severus på 200-talet, och den förbjöd inte abort som sådan, utan stadgade exil som straff om en nyligen frånskild kvinna aborterade sin förre makes foster utan hans samtycke.
Romersk moral föreskrev att en man skulle vara en god make, vilket inbegrep att han inte skulle bete sig obehärskat mot sin hustru. Hustrumisshandel betraktades som något skamligt som förstörde en mans rykte och var en accepterad orsak till skilsmässa. Även sex var ett område där en make förväntades visa behärskning, och otrohet som ett tecken på bristande karaktär. Cato den yngre beskrev sex som något även en man borde ha enbart för reproduktionens skull, och Ulpianus framhävde att det var orimligt av en man att kräva trohet av sin hustru utan att själv visa det.
En mans otrohet räknades dock som äktenskapsbrott enbart om det hade skett med en fri (och icke prostituerad) kvinna, medan samlag med slavar och prostituerade inte räknades. Det var sällsynt för en kvinna att ta ut skilsmässa från en man med hänvisning till hans otrohet, vilket har föreslagits bero på att män som ville ha utomäktenskapligt sex kunde ha det med både slavar och prostituerade utan att det betraktades som otrohet, och att eventuell otrohet med en fri kvinna sköttes diskret. Det finns inga uppgifter om huruvida kvinnors otrohet med manliga slavar på motsvarande sätt inte räknades, men kvinnor kunde köpa och äga vuxna manliga slavar och det fanns en medvetenhet om att de kunde ha samlag med dem, eftersom det nämns med ogillande hur kvinnor ofta köpte män som såg bra ut och det ofta förekom oro och misstänksamhet kring kvinnors relation till manliga slavar.
Kvinnlig sexuell dygd framställdes ofta som ett viktigt ideal för familjens och statens stabilitet. En kvinna förväntades vara oskuld vid sitt giftermål, medan samma krav inte ställdes på en man. Under den äldre republikens tid, när de flesta kvinnor ingick den typ av äktenskap som gjorde maken till hennes förmyndare, påstås maken ha haft rätten att döda sin hustru om han ertappade henne med otrohet. I verkligheten finns det inga exempel på att detta har skett, och det var möjligen frågan om en uppgift som hittades på i senare tid som en del av en moralisk retorik.
Äktenskapsbrott betraktades som en privatsak som de inblandade och deras familjer själva borde reda ut snarare än som en sak för domstolarna. Kejsar Augustus förbjöd dock formellt sett kvinnlig otrohet i Lex Julia. Straffet i domstol var böter för både kvinnan och hennes älskare: en kvinna riskerade också att mista rätten att gifta om sig. Däremot infördes generösa villkor för en far eller en make som begick mord av provokation vid påkommet äktenskapsbrott. Om kvinnans far var hennes förmyndare, rådde straffrihet om han vid påkommet äktenskapsbrott dödade både sin dotter och hennes älskare. Om maken var kvinnans förmyndare rådde straffriheten enbart om han dödade hustruns älskare, och då endast om älskaren tillhörde en rättslös samhällskategori (infames), det vill säga brottsling, prostituerad, skådespelare, dansare, akrobat, gladiator eller hallick. I det fall en make använde sig av den rätten, var han enligt lag tvungen att skilja sig från sin hustru och åtala henne för äktenskapsbrott vid domstol. De kanske mest kända offren för sexualbrottslagarna var kejsar Augustus egen dotter och dotterdotter, Julia den äldre och Julia den yngre. Augustinus' sedlighetslagar var dock allmänt impopulära och saknade allmänhetens stöd.

## Samhällsliv

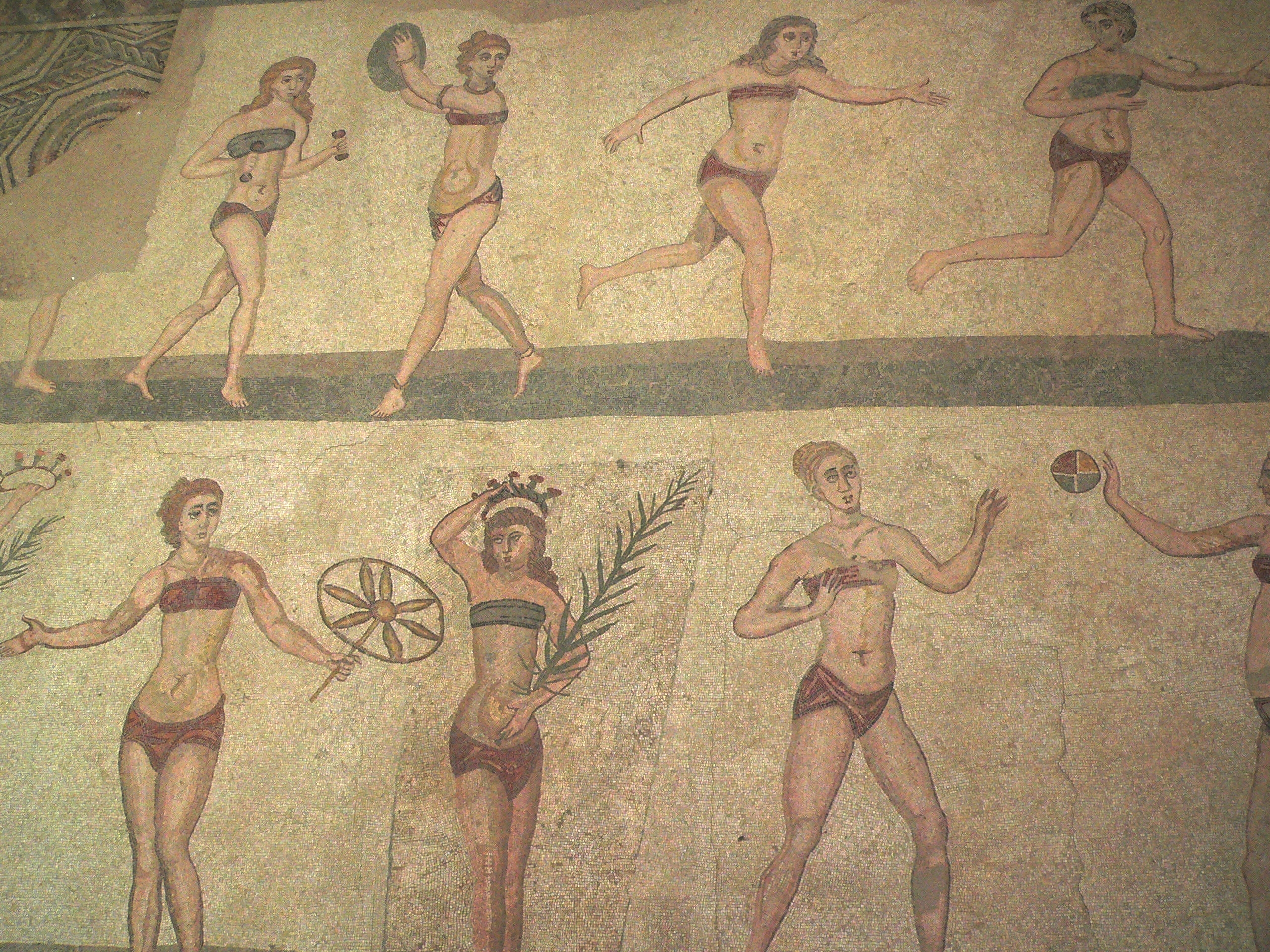
Idrottande kvinnor.

Till skillnad från kvinnor i det klassiska Aten, deltog romerska kvinnor aktivt i det offentliga livet. Det ansågs heller inte vara skamligt för dem att bli offentligt uppmärksammade, tvärtom var det en del av den romerska kulturen att framhäva individer som goda förebilder, och det gällde kvinnor lika väl som män. I det antika Rom spelade ett närmast ritualiserat sällskapsliv, med fester och besök hos andra familjer, en viktig representativ roll för familjen och för det kontaktnät som spelade en dominant roll i det politiska livet. Det påstås att kvinnor under den äldsta republiken hade ätit för sig, men från senrepubliken och framåt var kvinnors närvaro en normal del av sällskapslivet. 
I Rom var familjehemmet centrum för en stor del av en familjs offentliga liv. En politisk ämbetsman eller affärsman höll ofta viktiga möten och skötte sina affärer från hemmet. När maken var frånvarande från Rom i affärer eller politiska och militära uppdrag, förväntades hans hustru sköta familjens affärer och upprätthålla viktiga sociala kontakter under hans frånvaro. På grund av dessa förhållanden var det inte bara accepterat utan sågs också som en dygd för en romersk hustru att aktivt delta i samhällslivet och umgås med både män och andra kvinnor även under makens frånvaro, och det var därmed också en tillgång för henne att vara underhållande i sällskapslivet, något som i Grekland snarare uppfattades som en uppgift för en hetär. 
Kvinnor besökte de offentliga debatterna på forum, de offentliga spelen (ludi), hästkapplöpningar och teaterföreställningar, både i sällskap med sina män och ensamma. Kvinnor besökte också badhus, platser som under denna tid var ett centrum för umgängeslivet. Det har debatterats huruvida män och kvinnor badade tillsammans på offentliga badhus, eller om de gick dit på olika tider. Det finns tydliga samtida vittnesmål om att könen badade tillsammans från den sena republikens tid fram till kristendomens införande. Kejsar Hadrianus förbjöd könsblandade bad på 100-talet, men förbudet tycks inte ha tillämpats i praktiken. Det tycks inte ha uppfattats som skamligt för könen att bada tillsammans, eftersom även kvinnor ur patricierklassen omvittnat besökte badhus tillsammans med män. Det bedöms som troligt att det inte fanns någon klar och tydlig regel om saken, utan att det varierade från badhus till badhus och från person till person.
Vanliga soldater fick inte gifta sig, men det finns tecken på att centurioners hustrur och barn fick följa med sina män till deras militära posteringar ute i imperiet.

### Politik

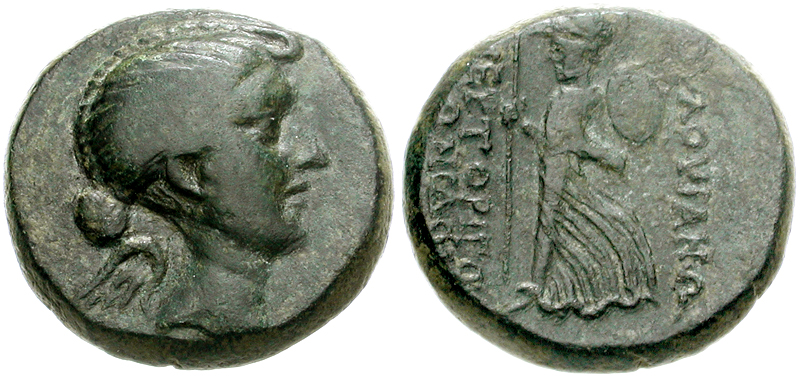
Romerskt mynt med bild av Fulvia, en kvinna som utövade ett exceptionellt inflytande över romersk politik.

Under republikens tid förespråkade det officiella idealet att kvinnor hölls borta från politiska sammanhang. Kvinnor saknade rösträtt, var uteslutna från alla politiska ämbeten, och fick inte ens närvara som åhörare i senaten. Man förbjöd också pojkar i tonåren från att närvara i senaten, eftersom man ville undvika att deras mödrar tvingade dem att redogöra för vad som hade sagts vid hemkomsten.
I praktiken omtalas de däremot som både engagerade och aktiva inom politik. Kvinnor närvarade vid de politiska debatterna på forum och bildade sig åsikter i politiska frågor. Kvinnliga namn fanns bland de signaturer som ägnade sig åt politisk graffiti, vilket var allmänhetens sätt att meddela sin vilja om politiska frågor och politiska kandidater. Det finns många exempel på kvinnor som influerade politiken genom manliga släktingar och äkta män. I vissa fall kunde politiskt aktiva kvinnor omtalas som föredömen, då ofta för att de utgjort ett stöd för en far eller äkta make och hans politiska projekt och därigenom visat lojalitet, vilket var en romersk dygd.
Samtida krönikörer ger en rad exempel på tillfällen när kvinnor påverkade Roms politik. Det första tillfället var när sabinskorna med framgång medlade mellan sina nya makar och sina sabinska fäder och förhindrade krig mellan romare och sabiner; när förrädaren Corolianus år 491 f.Kr. ledde volsci mot Rom, kom en deputation romarinnor ledda av hans hustru och mor ut till hans läger och fick honom att avstå från att anfalla staden; matronorna på forum stödde med framgång Verginius i kampen mot tyrannen Appius Claudius; kvinnor krävde av senaten att ompröva sitt beslut att lösa ut deras män som tagits som krigsfångar av Hannibal, och kvinnor demonstrerade år 195 f.Kr. mot den hatade lagen Lex Oppia och fick den återkallad.
Den kanske mest berömda av alla politiskt aktiva kvinnor under den romerska republiken var Fulvia, som var gift med flera manliga politiker efter varandra och som med kraft ingrep i politiken för att gynna sina äkta mäns karriärer och bekämpade deras motståndare. Retorikern Hortensia blev berömd för det politiska tal hon höll inför det andra triumviratet år 42 f.Kr., när hon valdes till talesperson för 1400 kvinnliga demonstranter för att återkalla en lag om förmögenhetsskatt för kvinnor och lyckades få populasen med sig, vilket resulterade i att lagen återkallades.
Under kejsartiden hade kvinnors brist på rösträtt mindre betydelse eftersom makten skiftade från senaten till det kejserliga hovet, som till skillnad från senaten var tvåkönad. En rad kvinnor ur kejsarfamiljen utövade inflytande över politiken, så som kejsarinnorna Livia, Messalina, Pompeia Plotina och Eusebia. Vissa av dem tjänstgjorde som regenter, som Julia Soaemias (218–222 e.Kr.), Julia Maesa (218–224), Julia Avita Mamaea (222–235), Herennia Etruscilla (251), Ulpia Severina (275), Albia Dominica (378) och Justina (383–388). Andra deltog i politiska intriger och kupper, som Agrippina den yngre, Julia Livilla och Epicharis. Agrippina den yngre ska ha varit den första kvinna som närvarade som åhörare i senaten, medan kejsar Elagabalus lät antingen sin mormor Julia Maesa eller sin mor Julia Soaemias ta plats som medlem av senaten.

### Socialhjälp
Det fanns flera olika sociala insatser för fattiga och behövande i romarriket. Den statliga socialhjälpen Dole gav gratis spannmål till behövande, men kvinnor var inte prioriterade bland de som mottog bistånd, eftersom politikernas syfte med socialhjälpen var att vinna röster och stävja oroligheter bland väljarna, och kvinnor som saknade rösträtt var därför inte intressanta som mottagare. Samma princip rådde i den statliga arbetsförmedlingen, tillfälliga distributioner av nödhjälp, och ofta även i de offentliga festmåltider som ibland arrangerades för de fattiga av privata filantroper. Även om kvinnor stundtals också kunde få hjälp, var det manliga väljare som både offentliga och privata välgörare vände sig till som huvudmottagare, och kvinnor blev diskriminerade. Bara vid enstaka tillfällen nämns socialhjälp och välgörenhet riktat till specifikt kvinnor, medan de i övriga fall fick ta vad som blev över efter männen.
Kejsar Trajanus införde offentligt månatligt barnbidrag för både pojkar och flickor, men bidraget var lägre till flickor och det upphörde när de vid 14 sågs som stora nog att gifta sig, medan pojkar mottog det till 17 eller 18. Diskrimineringen uppfattades till slut som ett problem, eftersom det ansågs uppmuntra fattiga föräldrar till att föredra söner framför döttrar, vilket kunde leda till en ojämn könsfördelning. Antoninus Pius stiftade därför pullae Faustinianae till minne av Faustina den äldre, och Marcus Aurelius följde upp med novae pullae Faustinianae, som gav stöd till specifikt flickor.

## Yrkesliv

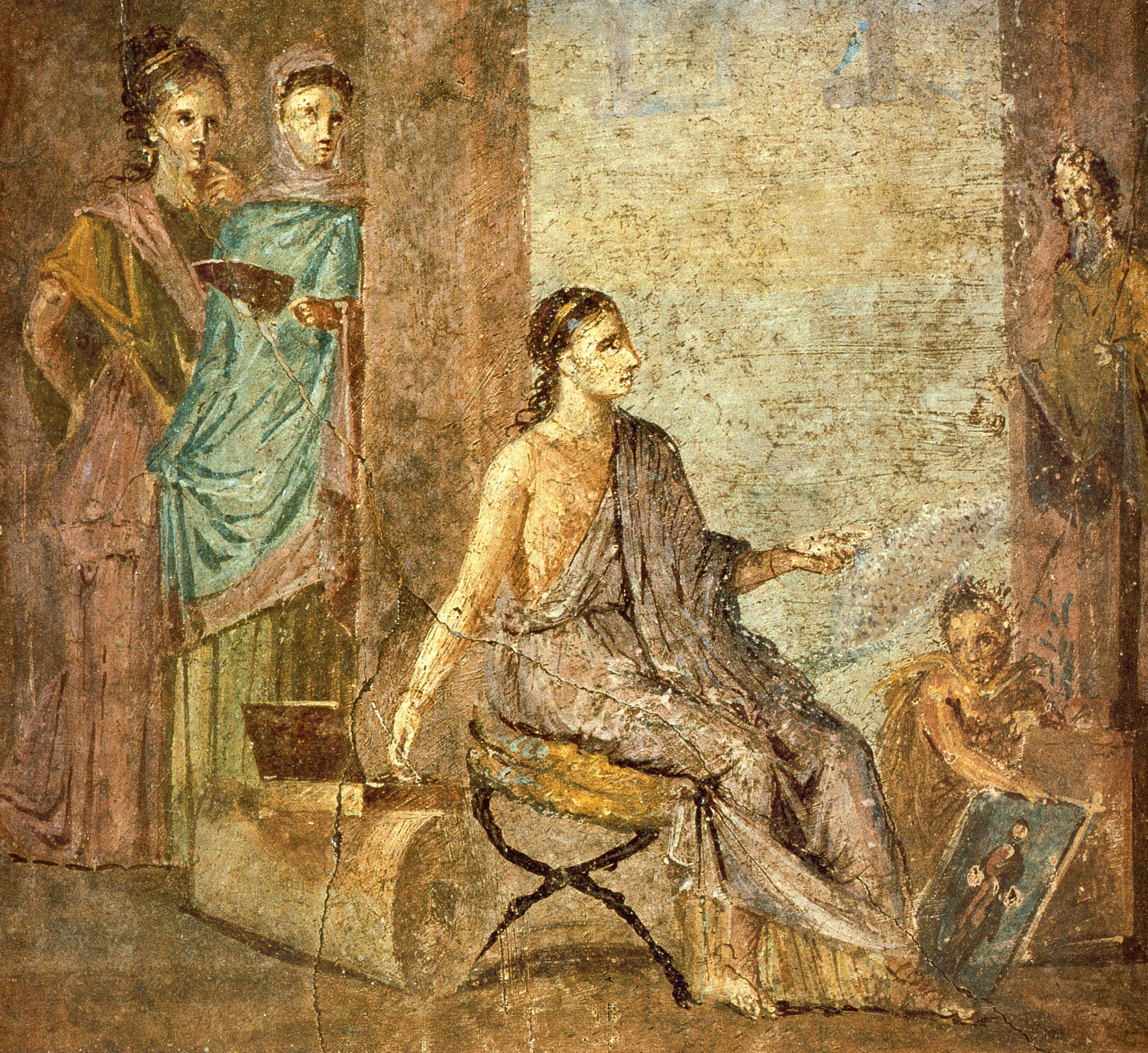
En kvinnlig konstnär målar en tavla.

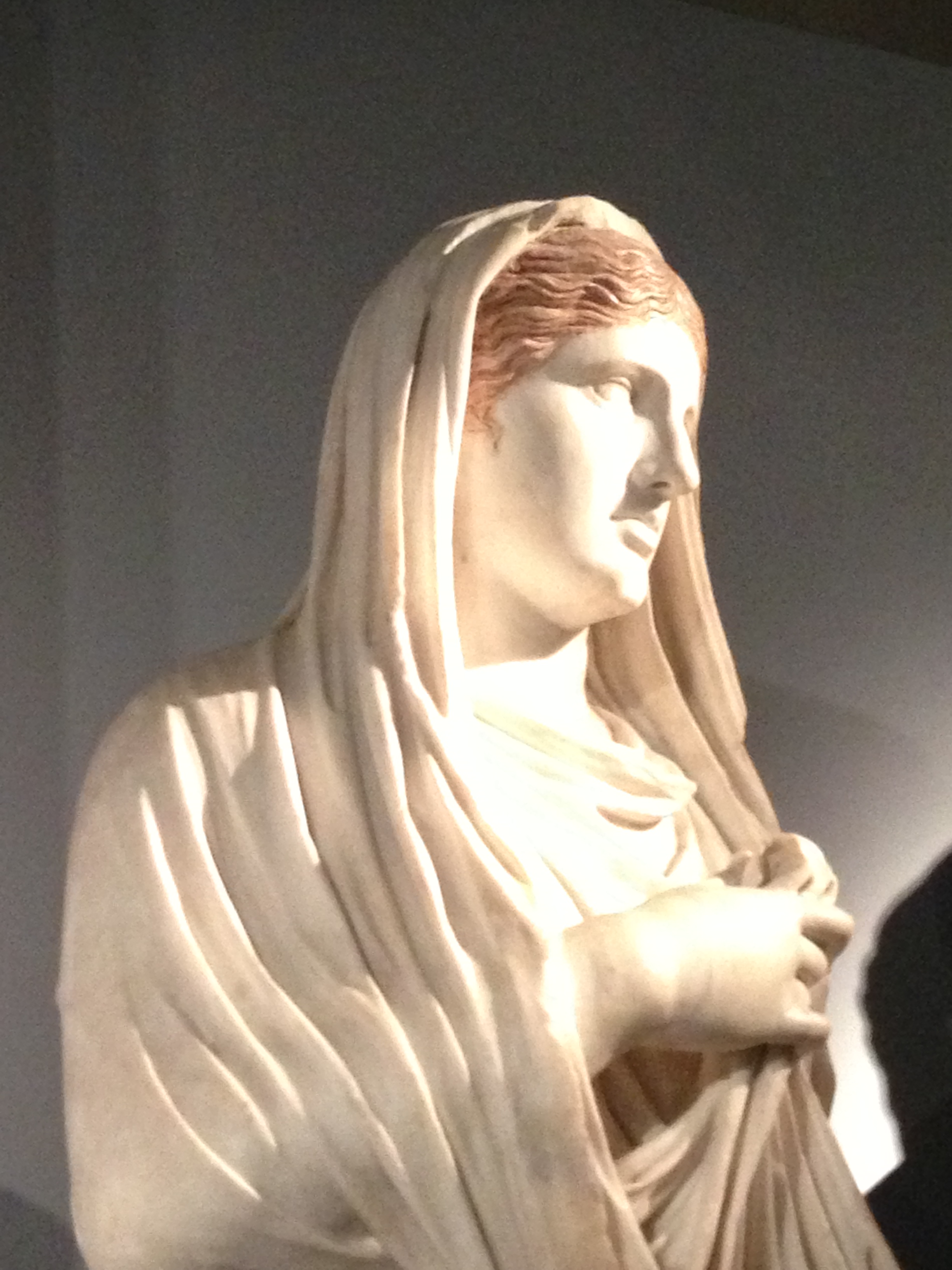
Porträttstaty av Eumachia, en framgångsrik affärskvinna i Pompeii, som även hade en offentlig ställning som beskyddare av ett skrå, och ett religiöst ämbete som prästinna.

Det var normalt för kvinnor i alla samhällsklasser att sköta familjens affärer i makens frånvaro, men de ägnade sig också fritt åt egna affärer. Kvinnor kunde liksom män ärva och äga gods och slavar. Industriella affärer och köpmanskap ansågs inte passande för män av senatorsrang (som förväntades livnära sig på jordegendomar) men kvinnor av samma rang ägnade sig fritt åt industri- och köpmanskap. Det finns exempel på kvinnor som ägde, investerade i och direkt skötte redarföretag, handelshus, tegelfabriker och butiker. Bland kvinnor som skötte stora affärer kan nämnas Calvia Crispinilla, Terentia och Víria Acte.
Begravningsmonument och annat material från hela romarriket visar att kvinnor var verksamma inom de flesta civila yrken: från byggarbetare, fabriksarbetare och marknadsförsäljare av allt från bönor och spikar, till parfymimportör, affärsagent och läkare. I Pompeii nämns affärskvinnor som Naevoleia Tyche, en frigiven kvinna som blev rik nog på affärer att resa en luxuös gravvård; fastighetsägaren och hyresvärden Julia Felix, pantsättaren Faustilla, fisksåsförsäljaren Umbricia Fortunata, vintillverkaren Caesia Helpis, vinhandlaren Vibia, och framför allt den berömda Eumachia, som var både fabriksägare, prästinna och beskyddare av ett skrå. Kvinnor kunde vara verksamma på alla nivåer av samma yrke och till exempel, som Flavia Seia Isaurica, äga tegelfabriker där andra kvinnor arbetade både i mellanställning som förmän, (officinatores) och som arbetare. De kunde göra karriär och uppnå berömmelse för sina bedrifter, och det fanns läkare som Aemilia Hilaria och Metrodora, som betraktades som medicinska auktoriteter; akademiker som Hypatia, som blev kända inom forskning och vetenskap; och åtminstone en känd jurist, Afriana Carfania, som ska ha vunnit flera rättsmål. Konstnärsvärlden ger exempel på kvinnliga författare som Aconia Fabia Paulina och målare som Iaia från Cyzicus.
Bilden av kvinnors deltagande i arbetsorganisationer är splittrad, men det är känt att kunde väljas till beskyddare och andra ämbeten inom skrån, religiösa föreningar och begravningsföreningar. Huruvida de kunde vara reguljära medlemmar av de romerska skråna är okänt, men de arbetade i varje fall inom skråanslutna yrken. Det fanns åtminstone ett bekräftat skrå för exklusivt för kvinnor: Sociae Mimae, kvinnliga scenartisters skrå.
Det två kanske vanligaste yrkena för kvinnor fanns inom textilindustrin och livsmedelsindustrin. Att spinna var så förknippat med kvinnorollen att yrket var de facto reserverat för kvinnor, och denna industri var mycket stor och kunde utövas antingen eller fördelad på småskaliga industrier, då i samarbete med (ofta manliga) vävare. Kvinnor arbetade även som tvätterskor, även om detta yrke (till skillnad från i Grekland) inte var reserverat för kvinnor. Ett annat vanligt yrke var att sälja eller servera mat och dryck på ett värdshus eller en krog. De flesta innevånare i Rom levde i lägenhetshus (insulae) som saknade kök och gjorde att de flesta tvingades köpa mat, något som gjorde att det fanns en stor marknad för att tillverka och sälja mat. Kvinnor som arbetade på värdshus anklagades ibland för att vara prostituerade, men yrket var inte synonymt med att vara prostituerad, även om det i enskilda fall förekom att det kombinerades.
De yrken som hade lägst status var scenkonst och prostitution, två yrkeskategorier som båda kategoriserades som skamliga (infames). Scenartister – skådespelare, akrobater, dansare, gladiatorer och sångare - hade en mycket låg social status oavsett kön, och de verksamma var ofta före detta slavar. De uppträdde vid både marknader, religiösa festivaler och andra offentliga tillställningar. En minoritet anställdes för talroller vid fasta teatrar. De var oftast män, men en minoritet kvinnliga scenartister hörde till dem, bland dem Licinia Eucharis, och en del var omtalat förmögna, som Dionysia. Det ska också ha funnits kvinnliga gladiatorer (Gladiatrix).

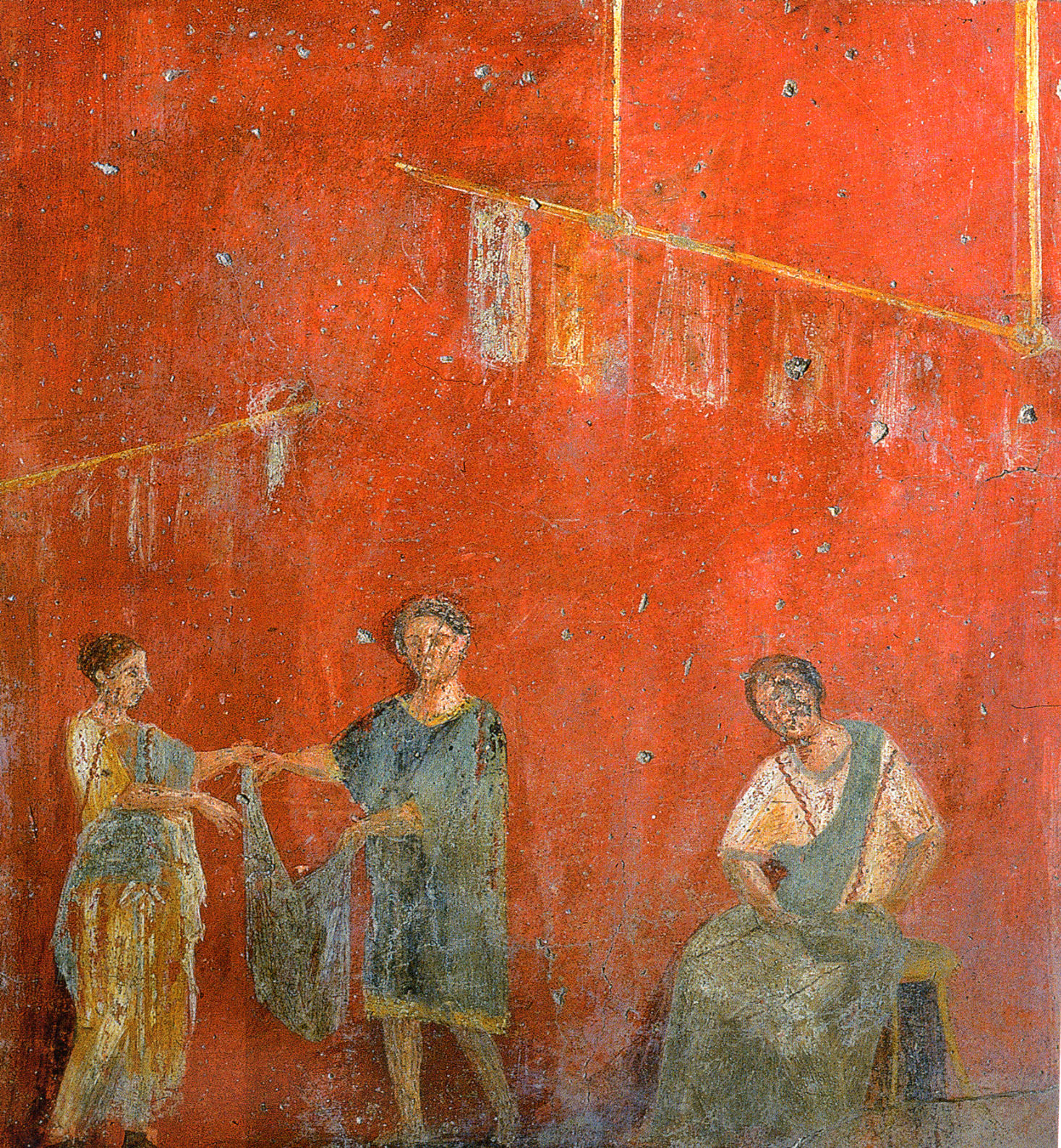
Kvinnliga arbetare med en manlig kollega i en verkstad för textilfärgning.

Prostitution var lagligt i Rom. Bordeller var lagliga och beskattade och betraktades som en acceptabel investering. Det är oklart om huruvida bordellpersonal alltid var slavar eller inte, men det står klart att det var mycket vanligt, även om slavhandlare och hallickar som använde sig av slavar inom prostitutionsindustrin omtalades med förakt. Det fanns även en minoritet fria kurtisaner (meretrix) som kunde bli förmögna på sitt yrke, som Volumnia Cytheris.
Ockulta yrken, som astrologer, spåkvinnor och magiker, kunde vara lukrativa för både män och kvinnor: det var yrken som inte var olagliga men som låg utanför den legitima religionsutövningen, och en yrkesklass som ofta anklagades för att parasitera på sina kunders vidskeplighet.  Det finns också exempel på kvinnliga kriminella som blivit förmögna på olagliga yrken, som giftförsäljaren Locusta.

### Slaveri
Den grupp kvinnor som är tydligast dokumenterade som självförsörjande yrkeskvinnor var frigivna slavinnor. En person kunde bli slav genom att tas som krigsfånge eller bli kidnappad av slavhandlare: det var också lagligt för slavhandlare att plocka upp spädbarn som lagts ut för att dö, och för fattiga föräldrar att sälja sina egna barn till slaveri. Barnen till en slavinna fick sin status från modern, men omyndiga barn blev inte automatiskt frigivna om modern blev det, utan måste även de bli individuellt frigivna. 
En slav kunde från 4 e.Kr. endast bli frigiven från 30 års ålder, men i praktiken vid vilken ålder som helst. Kvinnor kunde bli fria genom att deras ägare gifte bort dem med en fri man eller själva gifte sig med dem (vilket var tillåtet för en man utanför senatorsklass). Fria kvinnor förbjöds däremot efter år 52 e.Kr. att gifta sig med manliga slavar, och Septimius Severus förbjöd på 200-talet också kvinnor att frige slavar med syfte att gifta sig med dem efteråt. Slavar kunde inte legalt gifta sig med varandra, men socialt sett leva i äktenskap kallat contubernium. Frigivna slavar oavsett kön antog efter frigivningen sin förre ägares namn och kom automatiskt att ingå i sin förre ägares utvidgade familj som dennes klient, såvida han inte löste dem från detta eller (i en kvinnas fall) om hon gifte sig.
En frigiven slavkvinna hade lägre utbildning än en fri romersk kvinna, och hennes yrkesmöjligheter begränsade sig ofta till de uppgifter hon blivit upplärd till att utföra som slav. En romersk slavinna arbetade normalt som hushållsslavinna (ancillae) kunde utbildas till en rad uppgifter: sekreterare, kammarjungfru, klädvikare, hårfrisörska (ornatrix), hårklippare, spegelhållare, massör, uppläsare, underhållare (skådespelare, dansös, akrobat och sångerska), barnmorska, amma (nutrix), sjukvårdare, hushållerska (vilicia), spinnare, vävare, klädesmakare och kökshjälp. Slavar blev även prostituerade både på bordeller, badhus och i hemmet (till och med till andra slavar i hushållet). Alla dessa yrken kunde utövas även av frifödda kvinnor men var särskilt vanliga för frigivna slavar.
Efter frigivningen kvarstod slaven i sina gamla arbetsuppgifter fram till att den hade hittat en försörjning som gav dem full sysselsättning. Undantagna var prostituerade, kvinnor över femtio års ålder och kvinnor som gift sig med en fri man. Det var vanligt för en frigiven slavinna att stanna i sin ägares hushåll och fortsätta utföra sina gamla uppgifter som fri anställd. Ett exempel var Dorcas, som var ornatrix (hårfrisörska och kammarjungfru) åt kejsarinnan Livia, och som fortsatte vara det även efter frigivningen. Frigivna slavinnor kunde också ägna sig åt affärer, och i vissa fall bli framgångsrika. Eftersom slavar ofta var utlänningar, kunde frigivna slavinnor utnyttja sitt ursprung genom att saluföra vissa varor från sina hemtrakter, så som till exempel österländska kvinnor som efter sin frigivning importerade och sålde österländska parfymer och lyxartiklar, och det fanns frigivna kvinnor som tjänade förmögenheter efter sin frigivning.

## Religion

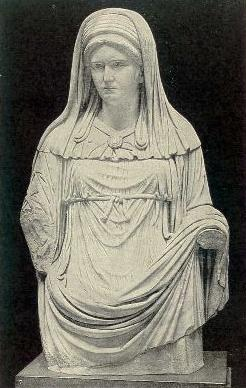
Porträttstaty av en vestal.

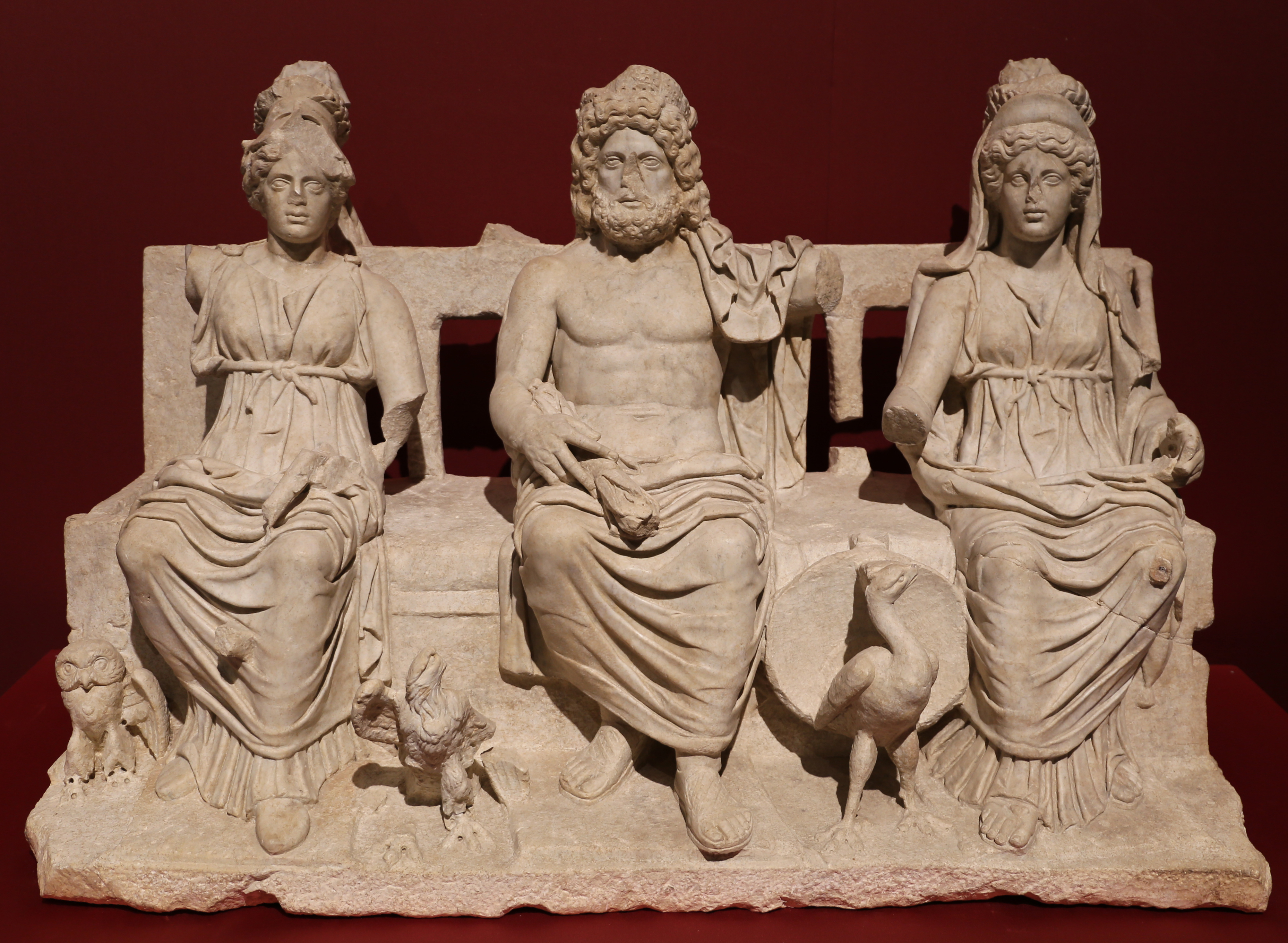
Den Kapitolinska triaden.

Kvinnor spelade en viktig roll inom romersk religion. Den högsta treenigheten inom romersk religion, den Kapitolinska triaden, bestod av två kvinnliga gudar och en manlig, far, mor och dotter: Jupiter, Juno och Minerva. Romersk religion fokuserade dels på upprätthållandet av strikt reglerade, offentliga och privata ritualer, dels på en motsatsverkan där varje gud hade en motpart av motsatt kön, och båda könens medverkan var därför viktig. 
Under kejsartiden blev kvinnor ur kejsarfamiljen gudaförklarade och dyrkade inom kejsarkulten. Bland de första kvinnor som blev gudaförklarade var kejsarinnan Livia och Octavia den yngre.

### Religionsutövning
Kvinnor deltog i snart sagt samtliga religiösa högtider och festivaler inom romersk religion, både vid offentliga högtider och inom privat religionsutövning. Vissa ritualer krävde uttryckligen kvinnlig medverkan, medan andra begränsade den, något som var fallet även för män. Vissa riter var reserverade för män, andra var på samma sätt reserverade för kvinnor: den som uppmärksammats mest är kulten kring Bona Dea.
I den privata vardagsreligionen spelade kvinnor en aktiv roll. En flicka offrade rituellt sin barndoms toga till Fortuna Virginalis, flickornas beskyddare, när de blev vuxna och började bära en vuxen kvinnas stola, vilket motsvarade pojkars ceremoni vid samma ålder. Hon offrade sina leksaker till Diana. Inför sitt giftermål offrade hon till Venus Verticordia. Efter sitt giftermål hamnade hon under beskydd av Fortuna Primigenia. I en romersk familj utövades en privat familjekult kring förfäderna och skyddsandarna för husfadern eller pater familias (genius) och husmoder eller mater familias (juno). En kvinna som kvarblev under sin fars förmynderskap, fortsatte delta i sin födelsefamiljs kult, men om hon ingick den form av äktenskap som placerade henne under makens förmynderskap, övergick hon till hans familjekult. Under befruktning, graviditet, förlossning och barnuppfostran utfördes ett antal ritualer till Juno, Diana, Lucina, Di nixi och en mängd gudomar behjälpliga vid dessa tillfällen. Sedan hon fött ett barn kunde hon delta i kulten kring Mater Matuta och dennas festival matralia, som endast var tillåten för gifta kvinnor och mödrar.
En gift kvinna kunde 1 april varje år delta i kulten kring Fortuna Virilis, som gynnade fruktbarhet och sexualitet, och som firades i offentliga badhus eftersom dessa byggnader ofta såg mäns könsorgan nakna, och som därför också kallades Fortuna Balnearis. Efter att kulten av Venus hade införts i Rom, började dock hustrur, i varje fall i de högre samhällsklasserna, ersätta Fortuna Virilis med Venus Verticordia, som var Venus i egenskap av gynnande av sexualitet inom äktenskapet, medan kulten av Fortuna Virilis alltmer firades av prostituerade eller i varje fall kvinnor som inte tillhörde de högre klasserna.
Utöver den romerska religionen, blev även många främmande religioner populära i Rom, som romare kunde delta i parallellt med sin traditionella kult. De kanske mest populära av alla främmande kulter i Rom var Mithras och Isis, och i Isiskulten kom kvinnor att få en stor betydelse. Till skillnad från den romerska religionens principer om tydliga motsatser och gränsdragningar, fasta ritualer och offentlighet, var den hellenistisk-romerska Isis-kulten en mysteriekult, som i mycket motsvarade kulten av Demeter, så som den utövades i Grekland. Isis skildrades som en gudom som i sig smälte samman alla motsatser till en helhet och omfattade alla andra gudar, och hon beskrevs som både jungfru, hustru, mor och prostituerad; som både skapad och som skapare, och som den som behärskade all världens element. Isiskulten predikade jämlikhet mellan alla kön, yrken, åldrar och samhällsklasser och erbjöd individuell tillfredsställelse, och hennes ritualer hölls till stor del hemliga. Kulten kring Isis beskrivs som den kanske mest populära kulten av alla för kvinnor ur alla samhällsklasser: den var omvittnad populär bland både slavar och prostituerade, men också romerska överklasskvinnor.
Samtida manliga författare beskriver ofta kvinnor som religiösa, men också benägna för vad de uppfattade som överdriven religiositet och hängivenhet med en dragning till trolldom och hemliga ritualer.

### Prästämbeten
Prästerliga ämbeten var öppna för både kvinnor och män. Kvinnor kunde liksom män tjänstgöra som präster (Sacerdos), överstepräst och religiös lärare (magistra), och religiös assistent (ministra) till en gudom eller ett specifikt tempel. Beroende på kult kunde dessa titlar hållas av båda könen eller bara ett av dem, liksom av gifta eller ogifta.
En del religiösa ämbeten var reserverade för antingen män eller kvinnor. Ett exempel var sacerdos Cereris eller sacerdos Cerealis, som var gudinnan Ceres prästinna, ett ämbete som inte kunde innehas av en man. Demeter och Persefone dyrkades i Rom som Ceres och Proserpina i sina egna versioner av Thesmoforia (sacrum anniversarium) och Eleusinska mysterierna (initia Ceres), där romerska matronor och deras döttrar offrade en sugga och återspelade dramat mellan gudinnan och hennes dotter. Kulten sköttes av prästinnor av grekisk börd från Neapel och Elea, som fick romerskt medborgarskap och en hög ställning i Rom, där de var de enda kvinnliga präster förutom vestalerna som var anställda vid en statlig kult.
Vissa prästämbeten hölls gemensamt av ett gift par. Ett exempel var Jupiters överstepräst Flamen Dialis, vars hustru blev Flaminica Dialis och hade den för en kvinna ovanliga rätten att utföra djuroffer, då hon varje vecka offrade ett lam till Jupiter. Paret fick inte skilja sig och översteprästen fick inte behålla sitt ämbete efter sin hustrus död. Ett annat exempel var rex sacrorum och hans hustru regina sacrorum, som även hon fick utföra djuroffer, i hennes fall till Juno.
De statliga prästerskap som hörde till Roms offentligt finansierade statskulter var reserverade för män i alla fall utom två: gudinnan Ceres prästinnor och vestalerna, som var reserverade för kvinnor. I gengäld var dock de sex vestalerna det enda statliga prästerskap som var anställda på heltid, och hade som sådana en unik ställning i den romerska statskulten. 
Utöver de statliga romerska kulterna fanns det redan tidigt en mängd icke statligt finansierade religioner och kulter, varav många tillät kvinnliga präster (prästinnor). Den mycket populära Isiskultens huvudpräster var manliga, men bland kultens övriga religiösa ämbeten (sacerdous) accepterades kvinnor.
Samtliga ovanstående prästämbeten för kvinnor avskaffades när religionsfriheten förbjöds under förföljelserna mot hedningarna i samband med att kristendomen blev statsreligion. Kvinnliga präster förekom inom tidig kristendom, men sedan kristendomen blivit statsreligion, förekom heller inte kvinnliga präster inom kristendomen.

## Kvinnor i det Östromerska riket
Den romerska kvinnans ställning genomgick en förändring sedan Konstantin den store på 300-talet införde kristendomen och flyttade romarrikets centrum från staden Rom till Konstantinopel, sedermera huvudstad i det Östromerska riket (eller Bysantinska riket).
Efter kristendomens införande kom kvinnors ställning att präglas av kristendomens syn på kvinnor. Den kristna kyrkan betraktade kvinnor som svaga i karaktären och benägna att ge efter för samma sexuella lust som en gång ledde till människans syndafall genom Eva, och såg det därför som ett ideal att hålla könen åtskilda för att inte fresta kvinnor till att förleda män till synd, en syn som fick konsekvenser för kvinnors deltagande i samhällslivet. Ställningen för kvinnor i det Bysantinska riket byggde därför på ställningen för kvinnor i Romerska riket, men de förändringar som ägde rum på grund av kristendomen kom att ge den en egen karaktär både ifråga om formella lagar som informella normer.